# Quentin Rakotomalala
Quentin Rakotomalala, né le 29 mai 2003 à Marseille, est un nageur de natation synchronisée français.

## Biographie
Il débute dés son plus âge en natation course puis il découvre la natation synchronisée en étant initié par sa sœur inscrite en club. Il admet que ses débuts sont difficiles du fait que les garçons sont initialement exclus de cette discipline en déclarant « Je voyais l'interrogation dans le regard des gens. J'étais mal à l'aise quand j'étais petit, j'ai même eu parfois honte. On m'a souvent dit que c'était un sport de filles ».
L'autorisation des hommes dans la natation synchronisée est alors encore très récente, il devient l'un des pionniers de la natation synchronisée masculine en France. Il progresse rapidement et devient 8 fois champion de France en solo masculin compte tenu qu'il est le seul garçon à participer aux compétitions. Il admet être démotivé du fait de l'absence d'adversité en déclarant « La première année, j’étais vraiment content. Mais lors des suivantes, la victoire n’avait pas le même goût. Donc ça reste un titre, mais il n’a pas le même goût ».
Par la suite, il intègre le pôle Espoir du club Pays d’Aix natation (PAN) dirigé par Virginie Dedieu,. .
En 2019, il participe aux premiers championnats d'Europe juniors en duo mixte avec Madeline Philippe à Prague en République Tchèque. Le duo se classe en troisième place dans la catégorie duo technique mixte. Deux ans plus tard, le duo remonte sur la troisième marche dans les deux épreuves techniques et libres.
En août 2022, il remporte à Rome une médaille de bronze dans l'épreuve de solo libre lors des championnats d'Europe de natation.
En juillet 2023, il se classe 6ème de la finale du solo libre des Championnats du monde de Fukuoka au Japon.
Compte tenu de la décision tardive du CIO d'autoriser les hommes à concourir pour l'épreuve par équipes, Quentin Rakotomalala ne pourra pas participer au Jeux Olympiques d'été 2024 du fait que les équipes ont été constitués avant la décision. Ainsi, il vise les Jeux Olympiques de Los Angeles de 2028 qui pourrait élargir les règles en autorisant les hommes dans l'épreuve des duos mixtes.
Outre la performance sportive, il déclare aborder ce sport comme un art et de vouloir le pratiquer lors de spectacles aquatiques.

## Palmarès

### Championnats d'Europe
- 2022 à Rome,  Italie
  -  Médaille de bronze du solo libre
- 2024 à Belgrade,  Serbie
  -  Médaille de bronze du solo libre